# Pseudanthus
Pseudanthus é um género botânico pertencente à família Picrodendraceae.

## Espécies
- Pseudanthus ballingalliaeHalford & R.J.F.Hend.
- Pseudanthus divaricatissimus (Mull.Arg.) Benth.
- Pseudanthus ligulatus Halford & R.J.F.Hend.
- Pseudanthus micranthus Benth.  - fringed pseudanthus
- Pseudanthus nematophorus F.Muell. - syn. Stachystemon nematophorus (F.Muell.) Halford & R.J.F.Hend.
- Pseudanthus orientalis  F.Muell.
- Pseudanthus ovalifolius F.Muell.
- Pseudanthus pauciflorus Halford & R.J.F.Hend.
- Pseudanthus pimeleoides Sieber ex Spreng.

1. ↑  «Pseudanthus — World Flora Online». www.worldfloraonline.org. Consultado em 19 de agosto de 2020